# Propsteiamt Petersberg
Das Propsteiamt Petersberg war eine Gerichts- und Verwaltungseinheit des geistlichen Fürstentums Fulda.

## Geschichte
Das Propsteiamt Petersberg war ein fuldisches Amt, in dem der Propst des Pfarrei Petersberg die Herrschaftsrechte anstelle des Abts ausübte, daher die Bezeichnung als Probsteiamt. Das Kloster Petersberg war seit dem 8. Jahrhundert fuldisch.
Im 17. Jahrhundert führte die Auseinandersetzung des Abtes mit dem Kapitel zu einer Unabhängigkeit der Propsteiämter von der fuldischen Regierung. 1656 wurde eine erste diesbezügliche Vereinbarung zwischen Abt und Kapitel getroffen, die 1681 und zuletzt 1726 bestätigt wurde. Der Propst hatte damit die unumschränkte Vogtei und verfügte über alle Verwaltungs- und Gerichtsrechte außer der Zent. Die probsteilichen Beamten erhoben die Steuern und lieferten diese direkt bei der Landesobereinnahme ab. Die Untertanen huldigten dem Fürstabt, dem auch die peinliche Gerichtsbarkeit zustand. 
An der Spitze des Propsteiamtes stand der Propst. Vor Ort war ein Beamter eingesetzt, der die Aufgaben eines Amtmannes hatte, aber die Amtsbezeichnung Beamter trug.
Das Fürstentum Nassau-Oranien-Fulda entstand aufgrund des Reichsdeputationshauptschlusses 1803. In Bezug auf die Rechtsprechung und Verwaltung wurde mit der Landesherrlichen Verordnung die Ober= und Ämter betreffend vom 8. Januar 1803 eine Neuorganisation der bestehenden Ämter vorgenommen. Das Propsteiamt Petersberg wurde aufgehoben und die Bestandteile dem Centoberamt Fulda zugeordnet.

## Umfang
Am Ende des HRR bestand das Amt aus Almendorf, Böckels, Brauhaus (= Dorf Petersberg), Götzenhof, (Gemeinde Steinau), Kriesmühle (Margretenhaun), Teile von Lehnerz, Lingsgrund (Wisselsrod), Oberhorwieden (Rex) und Stöckels.